# سولو (فیلیپین)
سولو یا سلو (Sulu) یکی از استان‌های کشور فیلیپین است. این استان بخشی از جزیرهٔ میندانائو به شمار می‌رود.
مرکز این استان شهر جولو است. جمعیت آن حدود هشتصد و پنجاه هزار نفر است. مساحت این استان هزار و ششصد و چهار کیلومتر مربع است .